# Blanche de Bruxelles
Vous pouvez aider à l'améliorer ou bien discuter des problèmes sur sa page de discussion.
- Il ne cite pas suffisamment ses sources. Vous pouvez indiquer les passages à sourcer avec {{référence nécessaire}} ou {{Référence souhaitée}}, et inclure les références utiles en les liant aux notes de bas de page. (Marqué depuis mars 2021)
- Il contient une ou plusieurs listes. Le texte gagnerait à être rédigé sous la forme d’un ou plusieurs paragraphes synthétiques, afin d’être plus agréable à lire. (Marqué depuis mars 2021)

- Archive Wikiwix
- Bing
- Cairn
- DuckDuckGo
- E. Universalis
- Gallica
- Google
- G. Books
- G. News
- G. Scholar
- Persée
- Qwant
- (zh) Baidu
- (ru) Yandex
- (wd) trouver des œuvres sur Wikidata

La Blanche de Bruxelles est une bière brassée par la brasserie Lefebvre à Quenast dans la commune belge de Rebecq située en Région wallonne dans la province du Brabant wallon.

## Historique
Depuis 1989, une bière blanche nommée la Student est brassée par la brasserie Lefebvre. Elle est rapidement renommée Blanche de Bruxelles.

## Description
La Blanche de Bruxelles une bière de fermentation haute, de type blanche présentant une robe naturellement opalescente. Elle est composée de 40 % de froment, d'épices comme la coriandre et d'écorces d'oranges amères. 
Elle est commercialisée en bouteilles de 33 et 75 cl ainsi qu'en fûts de 15 et 30 litres.
À partir de la Blanche de Bruxelles, une bière à la pomme (la Newton) est créée suivie d'une Blanche de Bruxelles rosée qui fait partie des 185 bières admises par les Belgian Family Brewers.
L'étiquette représente Manneken-Pis, symbole de la ville de Bruxelles.

## Bières
- Blanche de Bruxelles, une bière blanche titrant 4,5 % en volume d'alcool
- Blanche de Bruxelles rosée, une bière blanche à l'arôme de fruits rouges titrant 4,5 % en volume d'alcool
- Newton, une bière blanche au jus de pomme titrant 3,5 % en volume d'alcool

## Sources et liens externes
- Site de la brasserie Lefebvre
- Michaël Jackson's Grandes Bières de Belgique 5e édition page 164
- (nl) Alle Belgische bieren – Hilde Deweer – 2011 –  (ISBN 978-90-5856-377-4)
- (nl) Bieren en Brouwerijen van België – Adelijn Calderon – 2009 –  (ISBN 978-90-7713-518-1)